# IK Андромеды
IK Андромеды (лат. IK Andromedae) — одиночная переменная звезда в созвездии Андромеды на расстоянии (вычисленном из значения параллакса) приблизительно 10420 световых лет (около 3195 парсеков) от Солнца. Видимая звёздная величина звезды — от +17,7m до +16,3m.

## Характеристики
IK Андромеды — жёлто-белая пульсирующая переменная звезда типа RR Лиры (RRAB) спектрального класса F. Эффективная температура — около 6640 K.